# Cimeira de Copenhaga (1995)
A Cimeira de Copenhaga ocorreu na cidade de Copenhaga, capital da Dinamarca, em 1995 e tinha como principal objectivo erradicar a pobreza numa escala mundial. Nesta cimeira participaram 185 representantes de governo e 117 chefes de estado e de governo.
A declaração de Copenhaga dividiu-se em dois documentos:
- Declaração de Copenhaga sobre o desenvolvimento social (declaração dos chefes de estado); e
- Programa de Acção da Cimeira Mundial para o desenvolvimento social (declaração dos chefes de estado).

Os compromissos que nasceram desta cimeira foram os seguintes: garantir a igualdade e equidade entre os homens e mulheres; erradicar a pobreza, promover o pleno emprego e a integração social; promover o pleno respeito pela dignidade humana e o acesso de todos, em termos equitativos, à educação de qualidade e a cuidados médicos; acelerar o desenvolvimento social, economico e dos recursos humanos; garantir que o programa de ajustamento estrutural tenha em conta os objectivos sociais. Assim como aumentar e utilizar os recursos destinados aos desenvolvimento social de modo mais eficiente; e melhorar e reforçar as estruturas de cooperação para o desenvolvimento social, a nível internacional, regional e sub-regional.
Programa de Acção da Cimeira de Copenhaga:
- I capítulo - criação de um ambiente propício ao desenvolvimento social;
- II capítulo - medidas de erradicação da pobreza;
- III capítulo - políticas apropriadas para expandir o emprego produtivo e reduzir o desemprego;
- IV capítulo - promoção da integração social;
- V capítulo - Sistemas de implementação e seguimento da tomada de medidas a que se compremeteram chefes de estado e governo.